# TAKRAF

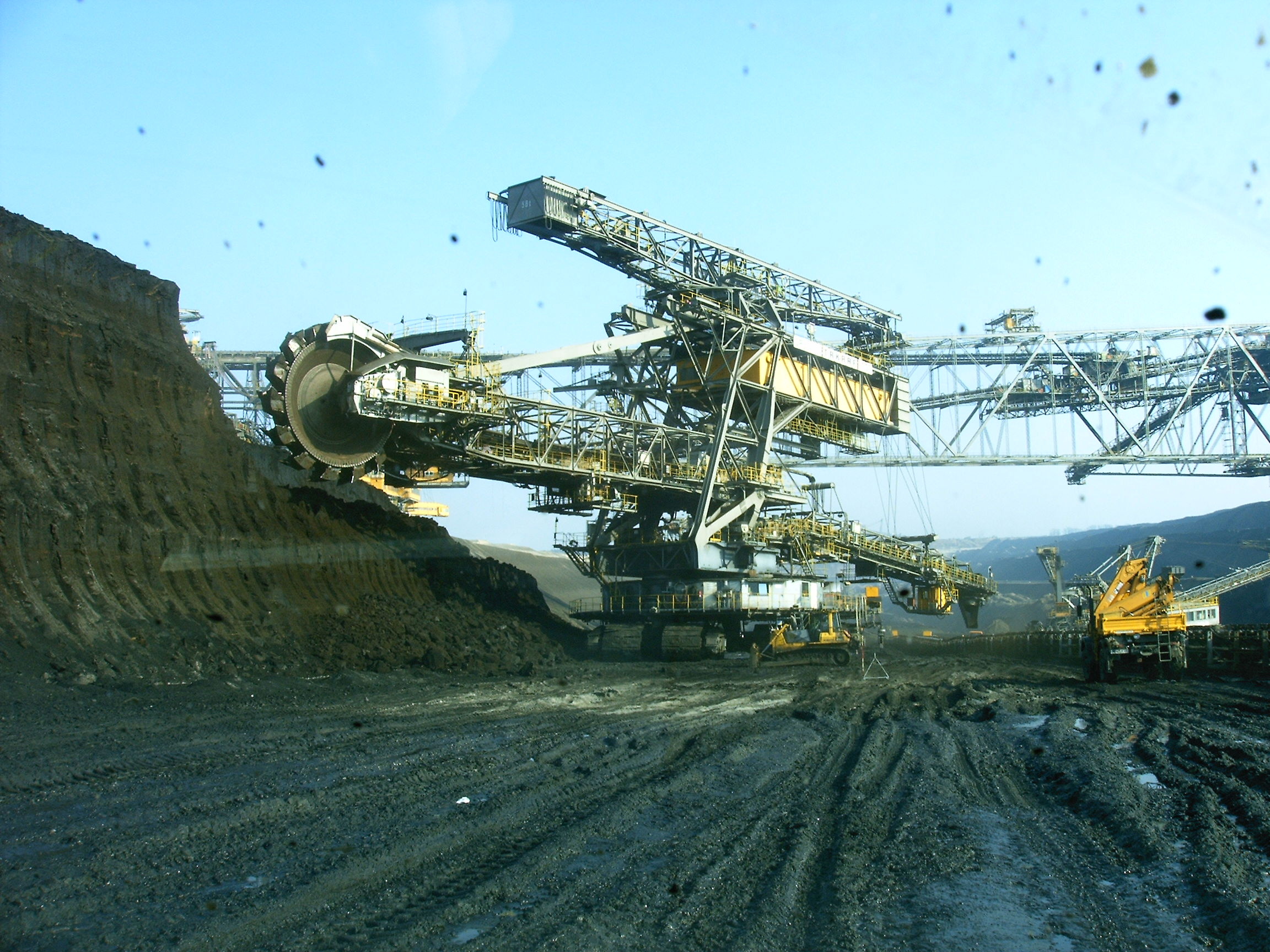
L'excavatrice à godets SR 1301/1530 de TAKRAF dans la.

TAKRAF, acronyme de Tagebau-Ausrüstungen, Krane und Förderanlagen (matériel d'exploitation minière de surface, de grues et de convoyeurs), est un combinat de l'ancienne Allemagne de l'Est fondé en 1958 et dont le siège était établi à Leipzig.

## Produits
TAKRAF est l'un des principaux fabricants mondiaux d'équipement d'exploitation minière de surface et de transport lourd. La société est particulièrement connue pour ses énormes excavateurs à godets, concasseurs, broyeurs semi-mobiles et son système de lixiviation en tas. TAKRAF a construit les plus grands objets terrestres mobiles de la planète, notamment les excavatrices à roue à godets Bagger 293 et SRs 8000.

## Histoire
TAKRAF trouve ses origines en 1725 et repose sur une première usine d'équipements de construction fondée à Lauchhammer près de Dresde.
Après la réunification de l'Allemagne, TAKRAF est devenu une partie de la société MAN puis a été acquis par le groupe international Techint en 2006.